# Astroloma stomarrhena
Astroloma stomarrhena är en ljungväxtart som beskrevs av Otto Wilhelm Sonder. Astroloma stomarrhena ingår i släktet Astroloma och familjen ljungväxter. Inga underarter finns listade i Catalogue of Life.